# Oxymacaria heterogyna
Oxymacaria heterogyna är en fjärilsart som beskrevs av Oswald Beltram Lower 1893. Oxymacaria heterogyna ingår i släktet Oxymacaria och familjen mätare. Inga underarter finns listade i Catalogue of Life.